# سانشیرو آبه
سانشیرو آبه (به انگلیسی: Sanshiro Abe؛ زادهٔ ۱۲ مهٔ ۱۹۷۰) کشتی‌گیر بازنشستهٔ اهل ژاپن است که در دستهٔ ۵۷ کیلوگرم کشتی آزاد در بازی‌های المپیک ۱۹۹۶ آتلانتا رقابت کرد.